# Carlos Martínez Domínguez
Carlos Martínez Domínguez (Elda, 4 de marzo de 1973) es un empresario español experto en prevención de riesgos laborales. Es presidente y fundador de IMF Business School y del Instituto de Ciencias Empresariales (ICE-IMF). 

## Biografía
Nació en Elda el 4 de marzo de 1973. 
Tras licenciarse en derecho por la Universidad Complutense, de Madrid (1996) cursó un máster en prevención de riesgos laborales (PRL) por ICADE (Madrid) en 1999, especializándose posteriormente como auditor y perito en prevención de riesgos laborales (PRL) y también en gestión empresarial con el Executive MBA del Instituto de Empresa (IE) de Madrid (2006). 
Su trayectoria profesional ha estado estrechamente relacionada con la prevención de riesgos laborales. Fue responsable de PRL en AON, así como consultor y auditor en PRL en diferentes compañías, entre las que destacan Acciona, Iberdrola o Adecco. En paralelo a estas actividades ha escrito numerosos libros y publicaciones relacionados con la prevención.
En 2001 fundó el Instituto Madrileño de Formación (IMF), que se convirtió posteriormente en IMF International Business School, una institución educativa española de enseñanza superior de másteres profesionales y posgrados universitarios. Esta iniciativa empresarial dio origen al grupo Internacional IMF, que ha impartido formación a más de 3700 empresas y a más 90 000 profesionales. Este grupo está presente en Latinoamérica, Asia y Europa y cuenta con acuerdos con universidades de los cinco continentes. En 2013 Carlos Martínez es nombrado también CEO del Centro Universitario Cela Open Institute (COI).
Reside en Madrid y ha colaborado con sus artículos, relativos a empleo y formación, en diversos medios como El Economista, Diario Abierto o El País.

## Galardones
- Medalla de Oro al Mérito Profesional otorgada por el Consejo General de Profesionales de Seguridad y Salud en el trabajo 2015 (CGPSST).[2]
- Medalla de Oro al Mérito Profesional del Foro Europa 2001, un reconocimiento a toda su trayectoria profesional en el ámbito empresarial y su labor en la divulgación del conocimiento, otorgada en 2014.[3]
- Medalla de oro del distintivo rojo al mérito profesional de las Relaciones Industriales y Ciencias del Trabajo, concedido en el marco de los Premios Nacionales e Internacionales, Premios Prever 2013.[4]
- Mejor profesional del año en el ámbito de la prevención de riesgos laborales en los I Premios Prevencionar (2016).[5]
- Distinción Rectoral en el Grado de Honoris Causa por la Universidad Internacional de Ecuador (UIDE), enero de 2020.[6]

## Publicaciones
De acuerdo con los datos de la Biblioteca Nacional de España (BNE) Carlos Martínez es autor de al menos 30 obras. Estos libros están centrados en la prevención de riesgos laborales y en la gestión medioambiental. Entre otros:
- Recurso preventivo (Ed. Roble, Madrid, 2008).
- Recurso preventivo, sector construcción (Ed. Roble, Madrid, 2008).
- Curso Básico PRL (Ed. Roble, Madrid, 2008).

Según esta misma fuente es coautor de otras 82 obras, escritas en su mayoría en colaboración con Belén Arcones Tejedor, Manuel Jesús Gómez de la Torre y Ricardo Díaz Martín, entre otros:
- Aspectos legislativos del medio ambiente (con Manuel Jesús Gámez de la Torre , Ed. Roble, Madrid, 2012).
- Marco preventivo de la prevención de riesgos laborales (con Ricardo Díaz Martín y Belén Arcones Tejedor, Ed. Roble, Madrid, 2012).
- Aplicación de la prevención de riesgos laborales a sectores (con Belén Arcones Tejedor y Ricardo Díaz Martín, Carlos Martínez Domíguez, Ed. Roble, Madrid, 2011).
- Promoción de la prevención (Ed. Roble, Madrid, 2009).
- Riesgos relacionados con las condiciones ergonómicas y psicosociales (Ed. Roble, Madrid, 2009).
- Ergonomía y psicosociología (Ed. Roble, Madrid, 2008).
- El experto en ergonomía y psicosociología aplicada (Ed. Roble, Madrid, 2006).
- El recurso preventivo en la empresa (Ed. Roble, Madrid, 2006).